# Olivancillaria urceus
Olivancillaria urceus (nomeada, em inglês, bear ancilla ou pitcher olive; na tradução para o português, "Ancilla urso" ou Oliva cântaro"; denominações relacionadas a seu formato; no Brasil denominada betu, calorim, linguarudo, pacavaré, vaquinha e vitela) é uma espécie de molusco gastrópode marinho da família Olividae, classificada por Peter Friedrich Röding em 1798; descrita como Porphyria urceus na obra Museum Boltenianum sive Catalogus cimeliorum e tribus regnis naturae quae olim collegerat Joa. Fried. Bolten M. D. p. d. Pars secunda continens Conchylia sive Testacea univalvia, bivalvia et multivalvia. Habita fundos de praias arenosas, em águas da zona nerítica, de 5 até 50 metros de profundidade, mas também citada na zona entremarés, no sudoeste do oceano Atlântico, da costa brasileira até a Argentina. É espécie comestível e pode ser encontrada nos sambaquis brasileiros.

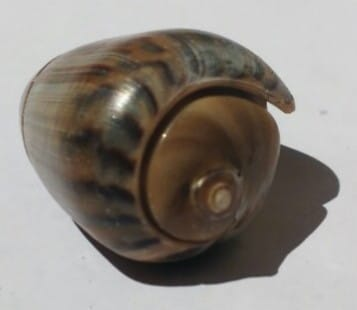
Vista da espiral da variação castanha de O. urceus, coletada no Guarujá, região sudeste do Brasil, em 14 de janeiro de 2019.

## Descrição da concha e hábitos
Olivancillaria urceus atinge 7 centímetros, quando bem desenvolvida. Concha de formato cônico. Última volta da espiral muito expandida. Espiral larga, quase plana e inteiramente coberta por um esmalte, mais elevada na região de sua protoconcha, com profunda sutura no lado dorsal, junto à última volta. Finas linhas de crescimento sobre a superfície da concha. Lábio da abertura da concha fino, sem espessamento. Abertura e canal sifonal amplos. Columela lisa, branca, com um calo proeminente que se estende até a espiral, cobrindo-a parcialmente. Base da concha, envolvendo a última volta da espiral, de coloração amarelo amarronzada, o restante de coloração cinzento azulada brilhante, por vezes castanho clara, com manchas mais escuras, raramente albina.

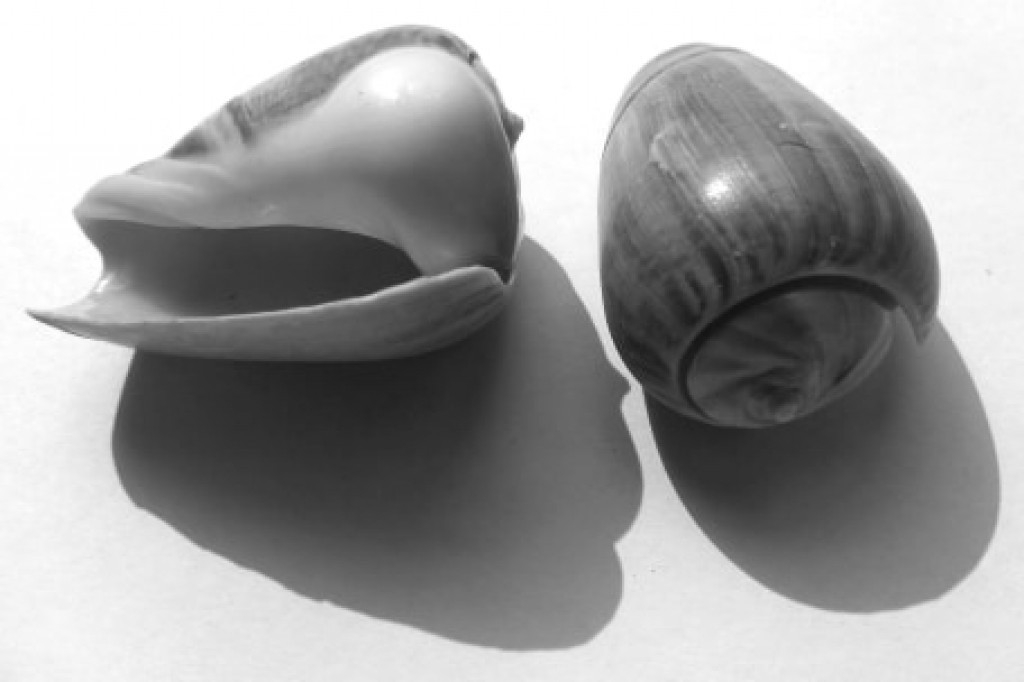
Vista superior (direita) e inferior (esquerda; mostrando seu enorme calo columelar) de O. urceus, coletadas no Guarujá, região sudeste do Brasil, em 27 de maio de 2019.

Vive em costas arenosas e suas conchas podem ser avistadas nas praias. Os animais da família Olividae são predadores e detritívoros. Olivancillaria urceus alimenta-se de moluscos bivalves.

## Distribuição geográfica
Esta espécie é encontrada principalmente na região do sudeste e sul do Brasil, até a Argentina; da praia de Subaúma, Bahia, região nordeste do Brasil, até Chubut; sendo uma das espécies de gastrópode marinho mais abundantes na região subtropical da costa sudeste brasileira.